# Опочно (Псковская область)
Опочно — деревня в восточной части Порховского района Псковской области. Входит в состав сельского поселения «Красноармейская волость».
Расположена в 2 км к юго-востоку от города Порхов.
Численность населения составляет 20 жителей (2000 год).